# Тшебень (Мазовецьке воєводство)
Тшебень (пол. Trzebień) — село в Польщі, у гміні Маґнушев Козеницького повіту Мазовецького воєводства.
Населення — 331 особа (2011).
У 1975-1998 роках село належало до Радомського воєводства.

## Демографія
Демографічна структура станом на 31 березня 2011 року:
|          | Загалом | Допрацездатний вік | Працездатний вік | Постпрацездатний вік |
| -------- | ------- | ------------------ | ---------------- | -------------------- |
| Чоловіки | 168     | 42                 | 114              | 12                   |
| Жінки    | 163     | 39                 | 90               | 34                   |
| Разом    | 331     | 81                 | 204              | 46                   |